# Galactia densiflora
Galactia densiflora är en ärtväxtart som beskrevs av M.T. German och Mario Sousa. Galactia densiflora ingår i släktet Galactia och familjen ärtväxter. Inga underarter finns listade i Catalogue of Life.